# 伊号第十三潜水艦
伊号第十三潜水艦（いごうだいじゅうさんせんすいかん）は、大日本帝国海軍の潜水艦。普遍的には伊十三型潜水艦の1番艦とされているが、海軍省が定めた公式類別では伊九型潜水艦の5番艦。

## 艦歴
マル追計画の潜水艦甲、第620号艦型の2番艦、仮称艦名第621号艦として計画。建造中の1943年後期に、建造隻数が削減された伊四百型潜水艦を補うため設計変更された。
1943年2月4日川崎重工業神戸造船所で起工。10月1日伊号第十三潜水艦と命名、伊十型潜水艦の4番艦に定められ、本籍を佐世保鎮守府と仮定。11月30日進水。1944年12月16日竣工し、本籍を佐世保鎮守府に定められ、第六艦隊付属に編入、神戸発呉へ。その後は呉にて搭乗員の訓練などに従事。12月30日伊号第400潜水艦と第一潜水隊を新編。

## 光作戦
1945年5月28、29日に鎮海入港、燃料補給。7月4日彩雲2機を大湊にて搭載、同月11日大湊発トラック島へ向け出港。本来の晴嵐搭載の任務ではなく、トラックへの輸送作戦だった。出港後、マリアナ東方海面を南下して、7月20日頃トラック入港の予定だったが、8月1日までにトラックへ入港しないことから喪失と認定された。米側記録によると7月16日に米護衛空母「アンツィオ」（アンジオ）の艦載機および米ジョン・C・バトラー級護衛駆逐艦「ローレンス・C・テイラー」の攻撃により小笠原北東方の、北緯34度28分 東経150度55分 / 北緯34.467度 東経150.917度（米軍記録より）の海中で撃沈された。艦長の大橋勝夫中佐以下140名全員が戦死認定。9月15日に除籍。

## 潜水艦長
艤装員長
1. 大橋勝夫 中佐：1944年9月10日[11] - 1944年12月16日[12]

潜水艦長
1. 大橋勝夫 中佐：1944年12月16日[12] - 1945年8月1日 戦死認定、同日付任海軍大佐[13]